# Marek (Andriuk)
Marek, imię świeckie Wołodymyr Iwanowycz Andriuk (ur. 9 marca 1988 w Korytnem) – biskup Ukraińskiego Kościoła Prawosławnego Patriarchatu Moskiewskiego.

## Życiorys
Jest synem kapłana prawosławnego. W latach 2005–2009 uczył się w seminarium duchownym w Odessie, następnie, w trybie zaocznym, na Kijowskiej Akademii Duchownej, gdzie w 2014 r. ukończył studia, broniąc pracy dyplomowej poświęconej wspólnotom mniszym na Bukowinie w I połowie XX w. W latach 2009–2014 pracował w konsystorzu eparchii czerniowieckiej i pełnił funkcję hipodiakona metropolity czernowieckiego i bukowińskiego Onufrego. W 2014 r., gdy Onufry został metropolitą kijowskim i całej Ukrainy, Wołodymyr Andriuk otrzymał funkcję jego starszego hipodiakona. 
W grudniu 2015 r. wstąpił do wspólnoty mniszej ławry Peczerskiej. 24 marca 2016 r. w cerkwi św. Antoniego w Bliskich Pieczarach, na terenie monasteru, złożył wieczyste śluby mnisze, przyjmując imię zakonne Marek na cześć świętego mnicha Marka Pieczerskiego. 10 kwietnia tego samego roku w cerkwi refektarzowej Świętych Antoniego i Teodozjusza Pieczerskich przyjął święcenia diakońskie z rąk metropolity kijowskiego i całej Ukrainy Onufrego. 19 marca 2017 r. metropolita Onufry wyświęcił go na hieromnicha, a w lipcu tego samego roku skierował do służby w cerkwi Trójcy Świętej przy rezydencji metropolitalnej na terenie monasteru św. Pantelejmona w Kijowie.
W 2017 r. ukończył studia w zakresie pracy społecznej na Czernowieckim Uniwersytecie Narodowym.
W 2019 r. otrzymał godność archimandryty.
18 marca 2020 r. Święty Synod Ukraińskiego Kościoła Prawosławnego nominował go na biskupa borodiańskiego, wikariusza metropolii kijowskiej. Jego chirotonia biskupia, której przewodniczył metropolita Onufry, odbyła się 22 marca tego samego roku.